# Akalat à sourcils noirs
Malacocincla perspicillata
Espèce
Statut de conservation UICN

 DD  : Données insuffisantes
L’Akalat à sourcils noirs (Malacocincla perspicillata) est une espèce de passereau de la famille des Pellorneidae. L'espèce a été décrite par Charles-Lucien Bonaparte en 1850 à partir d'un unique spécimen trouvé au XIXe siècle. Pendant plus de 170 ans l'espèce n'est connue que par ce spécimen holotype, jusqu'à ce qu'un spécimen vivant soit capturé et photographié à Bornéo en octobre 2020, confirmant ainsi que l'espèce existait toujours.

## Description
L'Akalat à sourcils noirs mesure environ 16 cm de long. Le dessus du corps et de la tête sont brun, le dessous est grisâtre. L'œil est surmonté d'un « sourcil » noir. Les yeux du spécimen naturalisé sont de couleur jaune et ses pattes brunâtres mais ceux du spécimen observés en 2020 sont rouge sombre et ses pattes grises.

## Répartition et habitat
Akalat à sourcils noirs est endémique à l'Indonésie et probablement de l'île de Bornéo alors qu'initialement le seul spécimen connu avait été erronément indiqué comme provenant de l'île de Java. En octobre 2020 un spécimen a été observé dans la province du Kalimantan du Sud par une équipe d'ornithologues menés par Panji Gusti Akbar,,.
L'espèce habite les forêts humides tropicales et subtropicales de basse altitude.